# Янгіскаїнська сільська рада
Янгскаї́нська сільська рада (рос. Янгискаинский сельский совет) — муніципальне утворення у складі Гафурійського району Башкортостану, Росія. Адміністративний центр — село Янгіскаїн.

## Населення
Населення — 889 осіб (2019, 934 в 2010, 1058 в 2002).

## Склад
До складу поселення входять такі населені пункти:
| Населений пункт     | Населення, осіб (2002) | Населення, осіб (2010) |
| ------------------- | ---------------------- | ---------------------- |
| Ноябревка, присілок | 11                     | 8                      |
| Урал, присілок      | 53                     | 38                     |
| Янгіскаїн, село     | 994                    | 888                    |